# 予定日はジミー・ペイジ
『予定日はジミー・ペイジ』（よていびはジミー・ペイジ）は、角田光代による日本の小説。
単行本は2007年に白水社から、文庫本は2010年に新潮文庫から刊行された。初めて妊娠したマキが戸惑いを感じながらも、次第に新しい命を受け入れ、夫と共に成長していく様子が、日記として書かれる。著者自身が描いたイラストが挿画として収録されている。
4年ほど前のお正月の朝日新聞に、予定日になっても子どもが産まれてこないという内容の掌編小説が掲載された時、自身の出来事だと勘違いされ祝福のカードや花が送られ、白水社の編集者からも「体験記を書かないか」と持ちかけられたと言う。あれは小説だ、と間違いを訂正したところ、それでは小説を書かないか、という運びになり、本作の執筆に取り掛かることとなった。

## あらすじ
流れ星を見つけた瞬間、「妊娠したかも」と感じたマキ。2カ月後、産婦人科で医者から「おめでたですよ」と告げられたが、あまり感動しない。その日の夜、妊娠を知った夫は狂喜乱舞と言わんばかりの喜びよう。自分は母性が欠落しているのだろうか。実感が全く湧かないままマキが、医者に告げられた予定日を調べると、天才ロックギタリスト、ジミー・ペイジの誕生日と一緒だった。大きくなったら大物になって楽をさせてくれよと願をかけ、ジミー・ペイジの誕生日を目指して、新米妊婦・マキと夫・さんちゃんとのマタニティライフが始まる。

## 登場人物
- マキ - 新米妊婦。色んなものを嘗めたい症状に襲われたり、ひどく現実的な夢を見るようになる。
- さんちゃん - マキの夫。マキが泣いたり不機嫌になるとオロオロとしてしまう。
- リンドウ - マキが通う産婦人科の医師。
- しげピー - マキの元彼氏。
- つやこ - 妊娠の経過をブログにしている。マキがメールを送り、親しくなる。
- 佐伯紀子 - マキが保健所の母親学級で知り合った、スタイリッシュな妊婦。